# Ски бягане
Ски бягането е зимен олимпийски спорт, част от северните дисциплини. Главният ръководен орган на спорта е Международната федерация по ски. Най-големият успех на България в ски бягането е бронзовият медал на Иван Лебанов от Олимпиадата в Лейк Плесид през 1980 г. в дисциплината 30 км класически стил.

## История
За родина на ските се счита Норвегия, където ските възникнали като съоръжения за удобно придвижване по сняг.
Първите състезания по ски се провеждат през 1843 г. в Тромсьо, Норвегия.
Ски бягането е в програмата на зимните олимпийски игри от началото им през 1924 г. Състезанията за жени са проведени за първи път на олимпиадата в Осло през 1952 г.
От 1973 се провежда неофициално, а от 1981 година официално ежегодната Световна купа по ски бягане.

## Стилове на бягане

### Класически
Това е традиционната техника в ски-бягането. Състезателят използва за придвижване силата на оттласкване с един крак и плъзгането върху другия, с което едната ска се приспособява за оттласкване, а другата за плъзгане – (диагонално оттласкване на ските, които остават успоредни една на друга).

### Свободен
Свободната техника е разработена през 1970-те години и силно наподобява движенията в скоростното пързаляне с кънки, където състезателят отблъсква на вътрешния кант на ската едновременно напред и в страни под ъгъл от 45 градуса. Обикновено тази техника е по-бърза от класическата

## Състезания
- Ежегодно от ноември до март се провежда Световната купа по ски бягане.
- Тур дьо Ски – най-реномираното състезание в Световната купа. Провежда се ежегодно в дните около Нова година. Включва минимум 7 етапа, които се провеждат в няколко държави. За последните години това се случва в Германия, Швейцария и Италия. В първите няколко сезона на Тура, който започва през сезон 2006/2007 г. Чехия също е домакин на някои от етапите. Победителят получава 400 точки за Световната купа. Първият българин завършил Тура е Веселин Цинзов.[2]
- На всеки две години се провежда световно първенство по ски северни дисциплини, на което редом със ски бягането има състезания по ски скокове и северна комбинация.
- Ски бягането е основна част от зимните олимпийски игри.

## Дисциплини
Състезания по ски бягане могат да се провеждат на всякакви дистанции, но на световни първенства и олимпийски игри се провеждат по шест дисциплини за мъже и жени.
При мъжете дисциплините са спринт, отборен спринт, 15 км интервален старт, 30 км скиатлон, 50 км масов старт и щафета 4 х 10 км.
При жените дисциплините са спринт, отборен спринт, 10 км интервален старт, 15 км скиатлон, 30 км масов старт и щафета 4 х 5 км.
При общите стартове (масов старт и скиатлон) има бонусни спринтове. Ако състезанието е за Световната купа първите 10 преминали през контролата получават бонус точки, а ако е етап в Тур печелят секунди. Първия получава 15, втория 12, третия 10, и след това до края 8, 6, 5, 4, 3, 2 и 1 за десетия. В Туровете има и бонуси за първите трима на финала когато става дума за дистанционна дисциплина – 15, 10 и 5 бонус секунди. В спринтовете бонус секунди печелят 30-те преминали квалификацията. Победителят взема 60 или 30 в зависимост от състезанието.
В края на сезона бегача спечелил най-много бонуси (точки и/или секунди) печели Ауди купата.

### Спринт
Състезанието започва с квалификация, като бегачите стартират през 15 секунди. 30-те най-добри участват в 5 1/4-финала с шестима участници. Двамата най-добри от всяка серия и двете най-бързи времена извън времената на десетте класирали се от всеки 1/4-финал (щастливи губещи) отиват на полуфиналите. По същият начин двамата най-добри от полуфиналите и двамата щастливи губещи се класират за финалния спринт. Така на финала участват шестима състезатели. Победител е първият пресякъл финалната линия.

### Отборен спринт
Всеки отбор се състои от двама души, които си предават щафетата по три пъти. Общата дистанция е шест дължини. Също като спринтът победителите от полуфиналите се класират за финала, но всяко състезание участват десет отбора (спрямо шест състезателя при индивидуалния спринт).

### Интервален старт
При интервалния старт състезателите стартират един след друг, на интервали от 30 секунди. Състезателят с най-малко време на финала е победител.

### Скиатлон
При скиатлона всички състезатели стартират едновременно и пробягват половината дистанция в класически стил. След това състезателите сменят ските и щеките и пробягват останалата половина от дистанцията в свободен стил.

### Масов старт
При масовия старт всички състезатели стартират едновременно и победител е този, който първи пресече финалната линия.

### Щафета
Щафетата е отборно състезание, в което всеки отбор се състои от четирима състезатели. Първите двама тичат в класически стил, последните двама – в свободен. Победител е този отбор, чийто четвърти състезател пресече финалната линия първи.

## Известни ски бегачи
Най-успешният бегач на Олимпийски игри и в Световната купа е Бьорн Дели, на Световни първенства Петер Нортхуг.
- Бьорн Дели
- Петер Нортхуг
- Джорджо ди Чента
- Иван Лебанов
- Дарио Колоня

Марит Бьорген е с най-много спечелени медали на Олимпийски игри и световни първенства.
- Марит Бьорген
- Юстина Ковалчик
- Лариса Лазутина
- Мануела ди Чента
- Стефания Белмондо
- Терезе Йохауг